# 9699 Baumhauer
9699 Baumhauer eller 3036 T-1 är en asteroid i huvudbältet som upptäcktes den 26 mars 1971 av den nederländsk-amerikanske astronomen Tom Gehrels och det nederländska astronomparet Ingrid van Houten-Groeneveld och Cornelis Johannes van Houten vid Palomarobservatoriet. Den är uppkallad efter Albert Gillis von Baumhauer.
Asteroiden har en diameter på ungefär 9 kilometer.